# Legio III Diocletiana

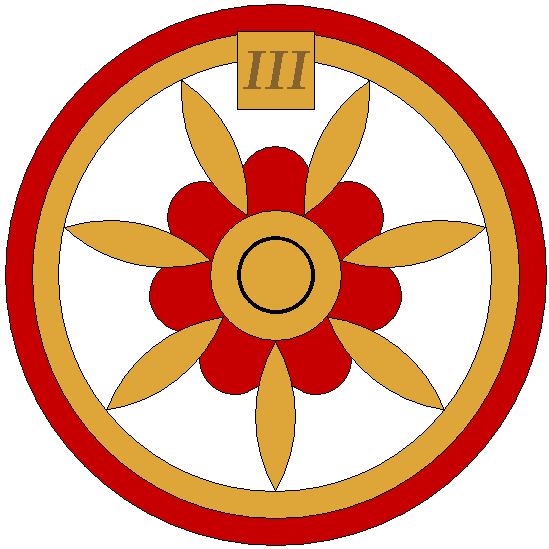
Escudo da Legio III Diocletiana Thebaeorum no início do século IV, segundo a Notitia Dignitatum

Legio tertia Diocletiana ou Legio III Diocletiana foi uma legião romana comitatense criada em 296 pelo imperador Diocleciano, de quem emprestou seu nome.

## História
O objetivo original desta legião era guardar a recém-reorganizada província do Egito com base em Alexandria. Entre suas funções estava reforçar a II Traiana Fortis e, por isso, ela recebeu o numeral III.
No século IV, alguns vexillationes da III Diocletiana foram enviadas para as fronteiras meridionais do Egito, como Tebas e Com Ombo.
Teodósio I acrescentou soldados do norte à terceira, além de soldados egípcios da Macedônia, formando a Legio III Diocletiana Thebaeorum, cujo comando estava com o mestre dos soldados da Trácia. 